# Sezon na leszcza
Sezon na leszcza – polski film fabularny z 2000 roku w reżyserii Bogusława Lindy.
Zdjęcia trwały od 28 września do 10 listopada 1999 w następujących plenerach: Warszawa, Kłodzko, Bystrzyca Kłodzka, Kobierzyce.

## Fabuła
Film przedstawia splatające się losy pary młodych ludzi (Przybylska, Fleszar) i policjanta (Linda). „Laska” i „Figlarz” dokonują napadu na bank i starają się uciec z pieniędzmi za granicę. W trakcie ucieczki postanawiają zmienić samochód, kradną starego mercedesa. Wkrótce odkrywają, że na tylnym siedzeniu śpi trzyletni chłopiec. Postanawiają zaopiekować się dzieckiem. Jednak to komplikuje ucieczkę.
Policjant ma kłopoty rodzinne z żoną Violą. Film swoją konstrukcją przypomina amerykańskie filmy drogi.

## Obsada
- Bogusław Linda – „Gliniarz” (policjant)
- Marian Dziędziel – „Mróz”, partner „Gliniarza”
- Anna Przybylska – „Laska”
- Gabriel Fleszar – „Figlarz”, brat „Laski”
- Dawid Łepkowski – „Mały”
- Edyta Olszówka – Viola, żona „Gliniarza”
- Robert Gonera – Stefan „Facet”, kochanek „Laski”
- Dariusz Kordek – Tadeusz Drabik, „właściciel” Toyoty
- Paweł Deląg – „Kochany”, kochanek Violi
- Zygmunt Bielawski – filatelista
- Robert Wabich – komendant, szef „Gliniarza” i „Mroza”
- Bolec – „Wózek”, złodziej samochodów
- Beata Kawka – pijana kobieta, właścicielka Fiata
- Robert Więckiewicz – patolog przeprowadzający sekcję zwłok „Laski”
- Witold Bieliński – patolog przeprowadzający sekcję zwłok „Laski”
- Masza Jatrowa – prostytutka z baru „Venus”
- Krystyna Rutkowska-Ulewicz – starsza kobieta na stacji benzynowej
- Ryszard Kotys – mąż starszej kobiety na stacji benzynowej
- Adam Kustra – „Łysy” Czerwiński, szef gangu złodziei samochodów
- Andrzej Pośniak – „Gruby”, członek gangu złodziei samochodów
- Lech Ciuka – „Rudy” Michta, członek gangu złodziei samochodów
- Witold Oleksiak – przystojniak Bolo Dzieduszycki „Cipas”, członek gangu złodziei samochodów
- Wojciech Cygan – pracownik stacji benzynowej
- Krzysztof Banaszyk – DJ
- Arkadiusz Jakubik – kasjer w banku
- Małgorzata Kalamat – policjantka
- Agnieszka Matysiak – kasjerka w banku
- Andrzej Supron – sędzia „meczu bokserskiego” w barze „Venus”
- Paweł Wilczak – barman